# Fujitani Nariakira
Fujitani Nariakira est un nom japonais traditionnel ; le nom de famille (ou le nom d'école), Fujitani, précède donc le prénom (ou le nom d'artiste).
Fujitani Nariakira (富士谷 成章), né en 1738 - décédé le 9 novembre 1779, est un érudit kokugaku de l'époque d'Edo et l'un des chercheurs les plus éminents de grammaire japonaise. Il est à l'origine de la première tentative sérieuse au Japon pour classer les mots de la langue selon leurs fonctions grammaticales,.
Il a analysé le langage poétique japonais et fait un travail de périodisation du japonais (上つ世・中昔・中頃・近昔・をとつ世・今の世, ou « âges anciens », « jours anciens moyens », « temps moyen », « jours anciens proches », « âges passés » et « âges présents »). Il est surtout connu pour la mise en place de quatre « parties du discours » en japonais fondée sur une analogie avec les vêtements : na (noms = noms, indéclinables), kazashi (épingle à cheveux = particules ou connecteurs), yosōi (habit = verbes) et ayui (cordons = particules et verbes auxiliaires). Cette division se trouve dans le Kazashi shō (『挿頭抄』, 1767) et correspond à la répartition d'Itō Tōgai en jitsuji (実字), kyoji (虚字), joji (助字) et goji (語辞) telle que décrite dans le Sōko jiketsu (『操觚字訣』).
Il publie Ayui shō (『脚結抄』 en 1778), dans lequel il met l'accent sur yosōi et azashi/ayui plutôt que sur na et décrit le système des particules. Il fait d'abord une division entre les particules qui peuvent aller avec des noms et celles qui ne le peuvent pas. Le premier groupe se divise ensuite en tagui (属) — particules terminant une phrase, et ie (家) — particules à l'intérieur d'une phrase. Le second groupe se répartit entre tomo (倫) — particules de temps et de mode, tsura (隊) — suffixes invariables et mi (身) — autres particules. Fujitani décrit les kazashi et les ayui (ensemble) comme des kotoba wo tasukuru mono (« choses qui aident les mots »). Ce travail comprend également l'étude des katsuyō (conjugaison des prédicats).
L'attention portée à l'ordre des mots et aux relations entre les mots et des phrases est considérée, comme l'une de ses plus importantes contributions à l'étude de la grammaire japonaise.
Le frère ainé (par alliance) de Fujitani est un autre fameux érudit kokugaku, Minagawa Kien (皆川淇園, 1735–1807), auteur de 助字詳解.
Au cours de la période du bakumatsu, son œuvre a été étudiée par Yasuda Mitsunori (安田光則, 1797–1870), mais pas pleinement appréciée jusqu'à sa reconnaissance par le grammairien Yamada Yoshio (1873–1958).